# Nicolás del Campo
Nicolás del Campo, Marchese di Loreto (Siviglia, 12 marzo 1725 – Madrid, 17 febbraio 1803) è stato un politico e militare spagnolo che ricoprì diversi incarichi nei territori coloniali dell'America spagnola, in particolare nella regione del Río de la Plata.

## Biografia
Nato a Siviglia, era figlio di Nicolás Ignacio del Campo y Cuesta, Primo Marchese di Loreto, e di Josefa Arcadia Rodríguez. La famiglia paterna aveva origini fiamminghe, con il cognome originario Van der Velde successivamente adattato a del Campo.
Membro della Società Economica degli Amici del Paese di Siviglia, intraprese la carriera militare nell'esercito spagnolo, raggiungendo il grado di brigadiere generale. Partecipò alla campagna di invasione del Portogallo (1762) e all'assedio di Gibilterra (1779).

## Il viceregno del Río de la Plata
Nel 1784, del Campo fu nominato viceré del Río de la Plata, subentrando a Juan José de Vértiz y Salcedo. Rimase in carica fino al 1789. Sebbene non avesse esperienza politica nei territori americani, si dimostrò un amministratore capace e dedito.
Tra le sue riforme principali, si ricorda il consolidamento della Real Audiencia di Buenos Aires e l’istituzione del sistema delle Intendenze, suddividendo il territorio in otto giurisdizioni. Quattro erano situate nell'Alto Perù (La Paz, Potosí, Cochabamba e Charcas), mentre le altre comprendevano Buenos Aires e le regioni a sud fino alla Patagonia, Córdoba e Salta.

## Politiche economiche e sociali
Del Campo incentivò lo sviluppo agricolo e l'allevamento, promuovendo nuove fonti di sale per migliorare la conservazione delle carni destinate all’esportazione. Rafforzò le infrastrutture portuali, combatté il contrabbando e introdusse politiche innovative per favorire la convivenza pacifica e i rapporti commerciali con le popolazioni indigene.
Tra i suoi meriti, si ricorda l'emanazione di un editto nel 1785 che garantì benefici economici alle vedove e agli orfani del personale della marina, segnando l’istituzione del primo sistema pensionistico nell’attuale territorio argentino.